# 石土宗
石土宗（いしづちしゅう）は愛媛県石鎚山の石中寺を総本山とする日本の仏教宗派。石中寺は天台寺門宗の寺院であったが、1947年にに天台宗門派三井寺と分かれ「石土宗」として独立した。独立までに小笠原観念による中興を経て大きな寺となり、独立後は総本山として全国に知られるようになった。その後、事情により元の今治市中寺から大浜町に移転し、現在も活動している。末寺は大阪、鳥取、福岡、香川、山梨にある。
総本山である石中寺は約1350年前の飛鳥時代の第38代天智天皇（662年）頃に開基されたと伝えられている。
なお、ここで云う石鎚山は、瓶ヶ森の男山のことで、当寺では、そこを「石土山頂上」としている。

## 石土経
真言、印の結び方、勤行式、経典を収めた『石土経』という経本が刊行されており、現在でも入手可能。経本の冒頭では蔵王権現、不動明王、役小角が描かれている。以下は石土経に収録されている内容である。

### 印と真言
- 浄三行印明
- 仏部三昧耶
- 蓮華部三昧耶
- 金剛部三昧耶
- 護身三昧耶
- 切紙九字之大事
- 毎朝日天子拝見之大事
- 摩利支天真言
- 合掌唱文
- 外縛印
- 内縛印
- 金剛合掌

### 石土山勤行式
- 前三礼
- 先総礼伽陀
- 発願
- 開経偈
- 九條錫杖
- 錫杖真言
- 石土山礼文
- 石土山勧請文
- 御真言
- 宝号
- 御詠歌
- 七為
- 円頓章
- 前経

### 経典など
- 般若心経
- 観音経秘鍵
- 聖不動経
- 南無三十六童子
- 南無八大童子
- 不動の剣文
- 不動尊祈経
- 加持文
- 七高山四十八ヶ山大権現
- 天狗経